# Zhouzhuang (köpinghuvudort i Kina, Henan Sheng, lat 33,86, long 113,12)
Zhouzhuang är en köpinghuvudort i Kina. Den ligger i provinsen Henan, i den centrala delen av landet, omkring 110 kilometer sydväst om provinshuvudstaden Zhengzhou. Antalet invånare är 37 439. Befolkningen består av 18 267 kvinnor och 19 172 män. Barn under 15 år utgör 19,0 %, vuxna 15-64 år 71 %, och äldre över 65 år 9,0 %.
Runt Zhouzhuang är det mycket tätbefolkat, med 2 261 invånare per kvadratkilometer. Närmaste större samhälle är Jia Xian Chengguanzhen, 14,7 km nordost om Zhouzhuang. Trakten runt Zhouzhuang består till största delen av jordbruksmark.
Genomsnittlig årsnederbörd är 819 millimeter. Den regnigaste månaden är september, med i genomsnitt 157 mm nederbörd, och den torraste är januari, med 5 mm nederbörd.